# Centre du Canada

Centre du Canada

Le Centre du Canada (parfois provinces centrales) est une région composée des deux plus grandes et plus peuplées des provinces du Canada : l'Ontario et le Québec. Géographiquement, elles ne sont pas au centre mais plutôt à l'est du Canada avec les provinces de l'Atlantique.
En raison de leur population importante, l'Ontario et le Québec ont généralement une influence importante sur le pouvoir politique au Canada, ce qui entraîne un certain ressentiment de la part d'autres régions du pays et a conduit au sentiment de l'aliénation de l'Ouest.
D'ailleurs, avant la Confédération, le terme « Canada » indiquait spécifiquement le Centre du Canada. Aujourd'hui, le terme « Centre du Canada » est moins souvent utilisé que le nom des provinces.

## Géographie
Le centre longitudinal du Canada est situé à l'est de Winnipeg (Manitoba), et le centre géographique du Canada est situé près de Baker Lake (Nunavut).
Avant la Confédération, la région connue comme le Canada est maintenant appelé le « Centre du Canada ». Le sud de l'Ontario était appelé le Haut-Canada et plus tard le Canada de l'Ouest, et le sud du Québec était appelé le Bas-Canada et plus tard le Canada-Est. Les deux se sont joint pour fait partie de la Province du Canada en 1841.

## Population
Combinées, les deux provinces ont environ 20 millions d'habitants, ce qui représente 62% de la population du Canada. Elles sont représentées à la Chambre des Communes du Canada par 199 membres du Parlement : (Ontario : 121, Québec : 78) sur un total de 338 et au Sénat du Canada par 48 membres sur 105. Le sud de la région, surtout le corridor Québec-Windsor, est la partie la plus urbanisée et la plus industrialisée du Canada et contient les deux plus grandes villes du pays, Toronto et Montréal, et la capitale nationale, Ottawa.